# Hadena clarescens
Hadena clarescens är en fjärilsart som beskrevs av Max Wilhelm Karl Draudt 1936. Hadena clarescens ingår i släktet Hadena och familjen nattflyn. Inga underarter finns listade i Catalogue of Life.